# Ständische Libertät
Die Ständische Libertät (von „Stand“ und lat. libertas, Freiheit) ist ein Kampfbegriff und Schlagwort aus der politischen Geschichte des frühmodernen Deutschlands. Andere bekannte Quellenbegriffe sind Teutsche Libertät oder Teutsche Freiheit.
Wie das Adjektiv „ständisch“ anzeigt, bezeichnet der Begriff politische Rechte, Freiheiten und Autonomie, die – im Gegensatz zur staatlichen Zentralgewalt – den überlieferten politischen Zwischengewalten, in der Regel den sogenannten Ständen, zukam oder zukommen sollte. Konkret meinte man mit ständischen Freiheiten oftmals Privilegien, die die individuelle politische Stellung und Würde eines Standes ausmachte.
Allgemeiner verstanden, bezeichnete der Anspruch der Libertät auch den Gedanken einer spezifisch frühmodernen Freiheitlichkeit, die der politischen und rechtlichen Ordnung der feudalen Gesellschaft des Reiches innewohnte oder aus Sicht ihrer adligen Standespersonen innewohnen sollte. Diese Freiheit wurde auch noch in späterer Zeit dem umfassenden, als unterdrückend verstandenen Zugriff einer modernen, zentralisierten Staatsgewalt auf den Bürger bzw. Untertan positiv gegenübergestellt.

## Begriffsgeschichte

### „libertas Germaniae“
Um die Wende vom 15. zum 16. Jahrhundert, der Zeit des Humanismus, wurden die Schriften des römischen Historiographen Tacitus, vor allem in Form der „Germania“, zum Ausgangspunkt eines neu entstehenden deutschen Nationalbewusstseins unter Gelehrten, das sich zuerst und vordergründig als Freiheitsstreben gegen fremde Bevormundung, etwa gegen den Einfluss der römischen Kirche auf das Reich, artikulierte. Die propagandistisch immer stärker verzerrte historische Figur des Germanenfürsten Arminius, von dem Tacitus berichtet, entwickelte sich allmählich zum deutschen Nationalhelden schlechthin und wurde so zum Vorkämpfer deutscher Freiheit gegen Rom stilisiert.
Diese libertas Germaniae der Humanisten richtete sich aber in der Folge auch gegen das Osmanische Reich, die Franzosen oder die zu dieser Zeit nach der Weltherrschaft greifenden Spanier, auf deren Seite viele deutsche Reichsstände nach 1519 praktisch auch ihren „innenpolitischen Antagonisten“ und eigenen Lehnsherrn, Kaiser Karl V., sahen. Im Laufe der Reformation setzte sich bei den Ständen die Auffassung durch, dass nicht nur das Papsttum oder andere fremde Mächte eine Bedrohung für die eigenen Privilegien und die eigenen Machtstellung waren, sondern dass auch der Kaiser, sofern er die monarchische Gewalt seines Amtes vom Anspruch in die Realität zu übertragen versuchte, eine Gefahr für die politische Stellung seiner Lehnsmänner sein konnte.

### „Teutsche Libertät“
Die „ständische Freiheit“ entstand so als Kampfbegriff, der die negative Freiheit der Stände im Rahmen ihrer Lehnspflichten von darüber hinausgehenden, als unberechtigt empfundenen Ansprüchen des Kaisertums und anderer Mächte propagierte und einforderte. Sie war damit auch gegen eine Ausweitung der monarchischen Machtfülle des Kaisers gerichtet – eine Haltung, die ein Jahrhundert später durch die sogenannten Fürstenerianer wieder aufgegriffen und sogar noch radikalisiert werden sollte.
Im politischen Umfeld des Schmalkaldischen Bundes erhob man die deutsche Freiheit regelrecht zum Verfassungsprinzip des Reiches. Dies konnte so weit gehen, dass man den Kaiser ausschließlich als primus inter pares verstand und davon ausging, das Reich werde von allen Reichsständen gleichermaßen repräsentiert. Schon die Wahl Ferdinands von Österreich, des Bruders Karls V., zum römischen König im Januar des Jahres 1531, hatte scharfe Proteste evangelischer Reichsfürsten und des katholischen Bayernherzogs hervorgerufen. Man bezichtigte Karl der vorsätzlichen Verletzung des Prinzips der teutschen freiheit. Als Frankreichs König Heinrich II. zwei Jahrzehnte später versuchte, im Bunde mit oppositionellen Reichsfürsten die Kaiserkrone für sein Haus zu erringen, ließ er sich zu diesem Zweck als Retter Deutschlands vor dem Tyrannen Karl feiern und vereinbarte in der Allianz mit den deutschen Fürsten, „die alte libertet und freiheit unsers gelibten vaterlands der Teutschen nation“ wiederherzustellen und die „viehische, unertregliche und ewige servitut“, wie sie unter der Herrschaft des „spanischen Kaisers“ erzwungen werde, zu beseitigen.
„Die Reichsstände“, so fasst Georg Schmidt die weitere Entwicklung zusammen, „argumentierten fortan stets mit der deutschen (oder ständischen) Libertät, wenn sie Alleinherrschaftsbestrebungen witterten: Das Reich [d.h. seine Stände, Anmerk. d. Verf.] besitze alte, die Freiheit sichernde Grundgesetze, es regiere sich selbst und sei niemandem unterworfen – auch nicht dem eigenen Kaiser.“ Übereinstimmend definiert Axel Gotthard die „ständische Libertät“ als eine

„im politischen Diskurs des Reiches überaus häufig verwendete Formel, die nicht die moderne, in individueller Selbstverwirklichung gipfelnde ‚Freiheit‘ [...] meint, sondern politische Spielräume für die Reichsstände. Selbst Obrigkeiten, Regenten über ihre Territorien, sahen sich nicht als ‚Untertanen‘ des Kaisers oder der Reichsbehörden. ‚Wahrung der teutschen libertät‘, diese Parole zielte auf ein Reich, das zwar gewisse Schutz- und Koordinierungsaufgaben erfüllte, dabei aber seine Glieder so wenig wie nur irgend möglich vereinnahmte und gängelte.“
Die Rede von der deutschen oder ständischen Freiheit entwickelt sich in den folgenden Jahrzehnten und Jahrhunderten zu einem bedeutsamen Bestandteil der politischen Kultur des frühmodernen Deutschlands. Im Laufe des 17. Jahrhunderts erfährt sie eine allmähliche inhaltliche Erweiterung, weil der Freiheitsanspruch von Seiten der Gelehrten zunehmend auf die Untertanen der Landesfürsten ausgeweitet wird. So wird aus der libertas Germaniae der Humanisten eine libertas Germanorum („Freiheit der Deutschen“), die, vor allem im Rechtsdenken der späten Reichspublizisten, eine quasi rechtsstaatlich-grundrechtsähnliche Denkhaltung avant la lettre darstellt.

## Einordnung
Wie sich hierin schon andeutet, zeichnete sich die Forderung nach ständischer oder deutscher Libertät eher durch einen anti-zentralistischen als durch einen rein anti-monarchischen Gedanken aus. In ihr spiegelte sich damit gleichsam ein im Reich seit frühesten Zeiten angelegter und mit den Jahrhunderten immer drängender werdender Dualismus zwischen Kaisertum und Reichsständen wider. Bereits in der Reformation verband sich das Autonomiestreben der Stände mit konfessionspolitischen Beweggründen (protestantische Stände gegen katholisches Kaisertum) oder wurde von letzteren vielmehr zusätzlich angetrieben. Während diese Konfrontation zwischen Krone und Ständen in der praktischen Politik häufig in militärischen Auseinandersetzungen gipfelte (etwa im Schmalkaldischen und dem Dreißigjährigen Krieg), fand sie im politischen Denken der Zeit einen sinnfälligen Ausdruck im Konzept der dualen Souveränität, die das Reich als zwischen Fürsten und Kaisern geteilte Herrschaft interpretiert.
Obgleich der Begriff wenig mit der modernen Vorstellung individueller Selbstbestimmung und Autonomie gemein hat, sondern sich von vornherein auf ständische, d. h. korporative Rechte und Privilegien, bezieht, darf seine Rolle als eigenständige Traditionslinie in der Geschichte des modernen politischen Freiheitsbegriffs nicht vernachlässigt werden. Michael Th. Greven betont diesbezüglich, dass der Grundgedanke der ständischen Freiheit „auch nach der Französischen Revolution noch kollektive und korporative Vorstellungen von autonomia et privilegium verteidigen [hilft], die sich vor allem gegen die Verbindung von demokratischen Ansprüchen und zunehmender Zentralisierung der Staatsgewalt richten.“ Dadurch ergäben sich direkte Anknüpfungspunkte zum föderalistischen Prinzip, das, in Verbindung mit dem demokratischen Gedankengut des 19. Jahrhunderts, den modernen Freiheitsbegriff entscheidend beeinflusst hat.